# Кам'яне-Случанська сільська рада
Кам'яне-Случанська сільська́ ра́да — колишній орган місцевого самоврядування в Сарненському районі Рівненської області. Адміністративний центр — село Кам'яне-Случанське.

## Загальні відомості
- Територія ради: 93,866 км²
- Населення ради: 1 379 осіб (станом на 2001 рік)
- Територією ради протікає річка Случ.

## Історія
Рівненська обласна рада рішенням від 29 травня 2009 року у Сарненському районі уточнила назву Кам'яно-Случанської сільради на Кам'яне-Случанську.

## Населені пункти
Сільській раді були підпорядковані населені пункти:
- с. Кам'яне-Случанське

## Склад ради
Рада складалася з 18 депутатів та голови.
- Голова ради: Петровчук Галина Михайлівна